# Éber Donn
Nella mitologia irlandese, Éber Donn ("Eber il bruno", o "il nobile") è uno dei figli di Míl Espáine, mitico progenitore degli irlandesi. A differenza dei suoi fratelli, Eremon, Éber Finn e Amergin, Éber Donn non riuscì ad approdare in Irlanda, ma fu ucciso da un naufragio al largo della costa sudoccidentale dell'isola. Secondo quanto riportato dal Lebor Gabála Érenn, Éber Donn offese la dea Ériu, che predisse che né lui né la sua progenie sarebbe arrivata sana e salva sul suolo d'Irlanda. Fu sepolto dai suoi fratelli a Tech Duinn, un'isola rocciosa al largo della costa irlandese. 
Secondo un'interpretazione Éber Donn sarebbe una continuazione della divinità celtica della morte Donn, visto che entrambi sono collegati con Tech Duinn, un luogo mitico comunemente identificato con Bull Rock, isolotto roccioso al largo della Penisola di Beara.
Un altro Éber Donn, Éber Donn mac Ír, nipote ex fratre del precedente, è considerato il progenitore dei re di Ulaid e Dalriada.